# Shetland (mouton)
Le mouton Shetland est une race ovine de petite taille originaire de l'archipel des Shetland en Écosse, et présente actuellement dans de nombreuses autres régions du monde. Il fait partie du groupe des moutons d'Europe du nord à queue courte, et est étroitement affilié à la race éteinte des Scottish Dunface (en). Le mouton Shetland est classé comme race naturelle, c'est-à-dire non modifiée par l'action de l'homme. Cette race est essentiellement élevée pour sa laine très fine qui en fait la renommée, mais elle est également prisée pour sa viande, ainsi que pour l'entretien des prairies naturelles.
Bien que les moutons Shetland soient de petite taille et de croissance lente par rapport aux races commerciales, ils sont robustes, économes, faciles à l'agnelage et pour l'adaptation, et de longue espérance de vie. Cette race a survécu pendant des siècles à des conditions de vie difficiles et à une alimentation pauvre. Mais elle prospère également dans de meilleures conditions d'élevage, tout en conservant une grande partie de ses instincts de survie primitifs, de sorte qu'elle est réputée plus facile à élever que de nombreuses races modernes.

## Histoire
Jusqu'à l'Âge du fer, les moutons des îles Britanniques et des autres régions de l'Europe septentrionale et occidentale étaient de petite taille, à queue courte, à cornes uniquement chez les mâles, et de couleurs variables. Les moutons à queue courte ont progressivement été remplacés sur ces terres par ceux à longue queue, et relégués dans des zones géographiques moins accessibles. Ces races comprenaient le Scottish Dunface qui, jusqu'à la fin du XVIIIe siècle, a constitué le principal type de moutons dans les Highlands et les îles d'Écosse, y compris les Orcades et les Shetland. Le Dunface a disparu du territoire principal de l'Écosse à la fin du XIXe siècle, ne laissant de descendants que dans quelques îles seulement, y compris les Shetland. Le type Shetland est considéré comme distinct du Dunface au moins depuis le début du XIXe siècle.

### Conservation de la race

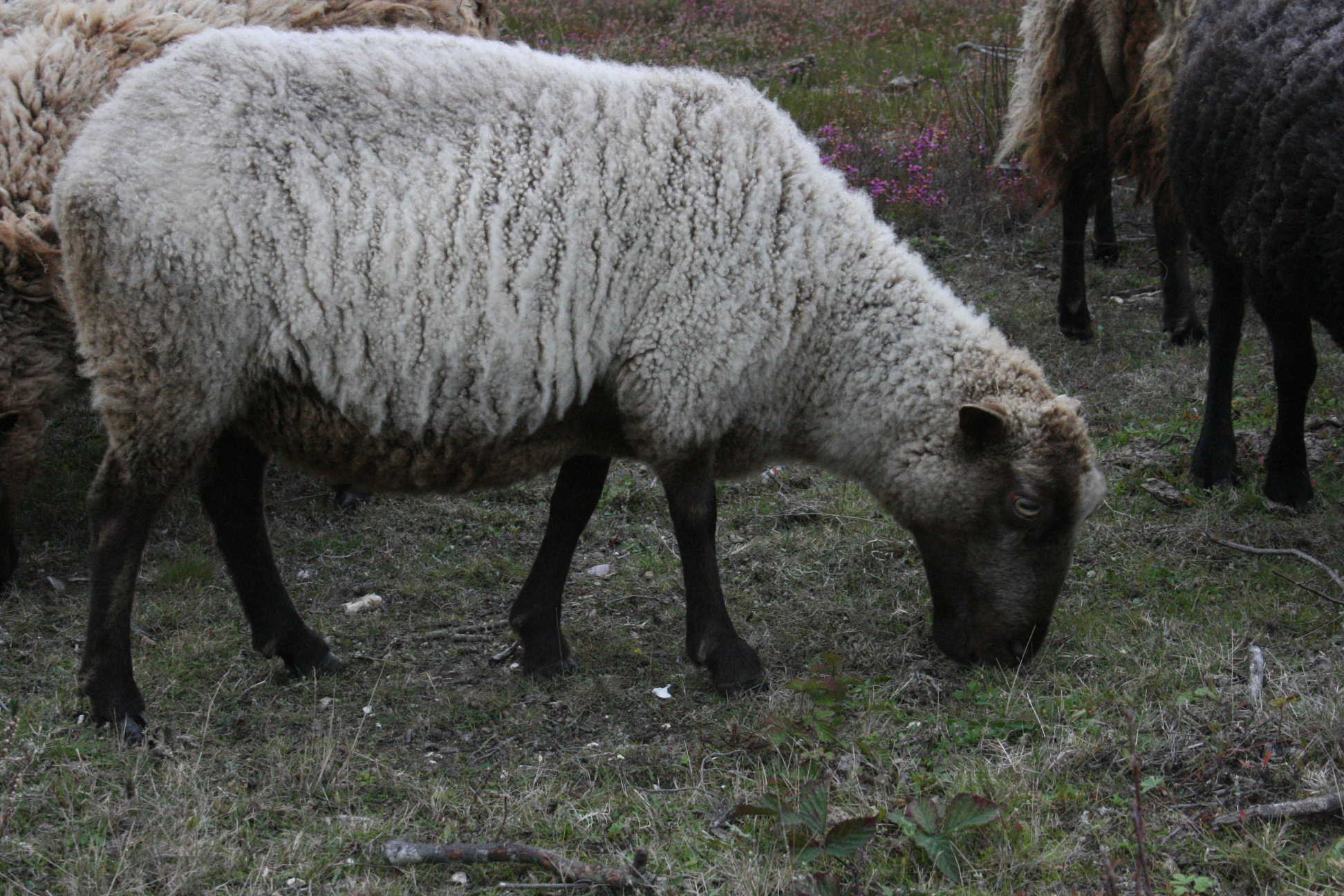
Brebis Shetland paissant sur les landes : ce type « à tête de blaireau » est appelé « katmoget ».

Au début du XXe siècle, la race Shetland est perçue comme menacée par les croisements, conduisant à une baisse de la qualité de la laine. Pour lutter contre cela, la « Shetland Flock Book Society » est créée en 1927, et demeure actuellement l'organisme chargé de la protection des moutons sur leurs îles d'origine.
Au moment où le Rare Breeds Survival Trust (RBST) est fondé en 1973, la race Shetland est devenue rare. Elle est inscrite en 1977 comme « Catégorie 2 », soit « en voie de disparition » sur la liste de surveillance des espèces de la RBST. La race connaît ensuite un regain de popularité auprès des petits exploitants, notamment en raison de la qualité de sa laine. Retirée de la liste de surveillance de la RBST depuis 2002, elle est désormais classée « Catégorie 6 », soit parmi les « autres races indigènes », et comptait en 2011 une population au Royaume-uni de plus de 2200 têtes. Sur le territoire principal de l'Écosse, la surveillance de la race est désormais confiée à la Shetland Sheep Society.
De nos jours, les moutons Shetland sont principalement élevés dans les îles Shetland. Cela est dû à leur capacité à survivre sur des terres infertiles qui seraient autrement inutiles d'un point de vue agricole. Leur tempérament calme est aussi pour beaucoup dans le maintien de leur race. Ils sont le plus souvent élevés pour leur laine très prisée, mais ils peuvent aussi l'être pour leur viande.

### Exportation et histoire en dehors des îles Shetland

#### Le bélier de Jefferson
Un des plus célèbres moutons Shetland est le bélier que le président des États-Unis Thomas Jefferson reçoit en 1807 et conserve pendant plusieurs années au début du XIXe siècle. Jefferson s'intéressait en effet vivement à l'élevage ovin pour la production de laine, et s'était progressivement constitué un troupeau d'une quarantaine de têtes des meilleures espèces, logé dans le Parc du Président en face de la Maison-Blanche à Washington. À la différence des moutons Shetland modernes (mais comme certaines races apparentées), ce bélier possédait quatre cornes (polycérate). Au printemps 1808, il charge plusieurs personnes qui avaient pris un raccourci par le square présidentiel : il en blesse certains et tue un petit garçon. Transféré dans le domaine privé de Jefferson à Monticello (Virginie) avec sa descendance, le bélier est finalement éliminé, après avoir encore tué plusieurs moutons. Jefferson écrit alors à son propos : « Cet abominable animal était généralement si dangereux que j'ai été obligé de le détruire. » De tels béliers Shetland aussi agressifs restent cependant des exceptions.

#### En Amérique du Nord
En Amérique du Nord, le troupeau originel de moutons Shetland de Jefferson a disparu. Ce n'est qu'au milieu du XXe siècle que cette race a été importée d'abord au Canada, puis du Canada vers les États-Unis dans les années 1980. En 1991 a été établi un « Registre nord-américain du mouton Shetland » (North American Shetland Sheep Registry), et l'on compte désormais plusieurs milliers de têtes de cette race dans cette région du monde.

## Caractéristiques de la race

### Description de l'espèce

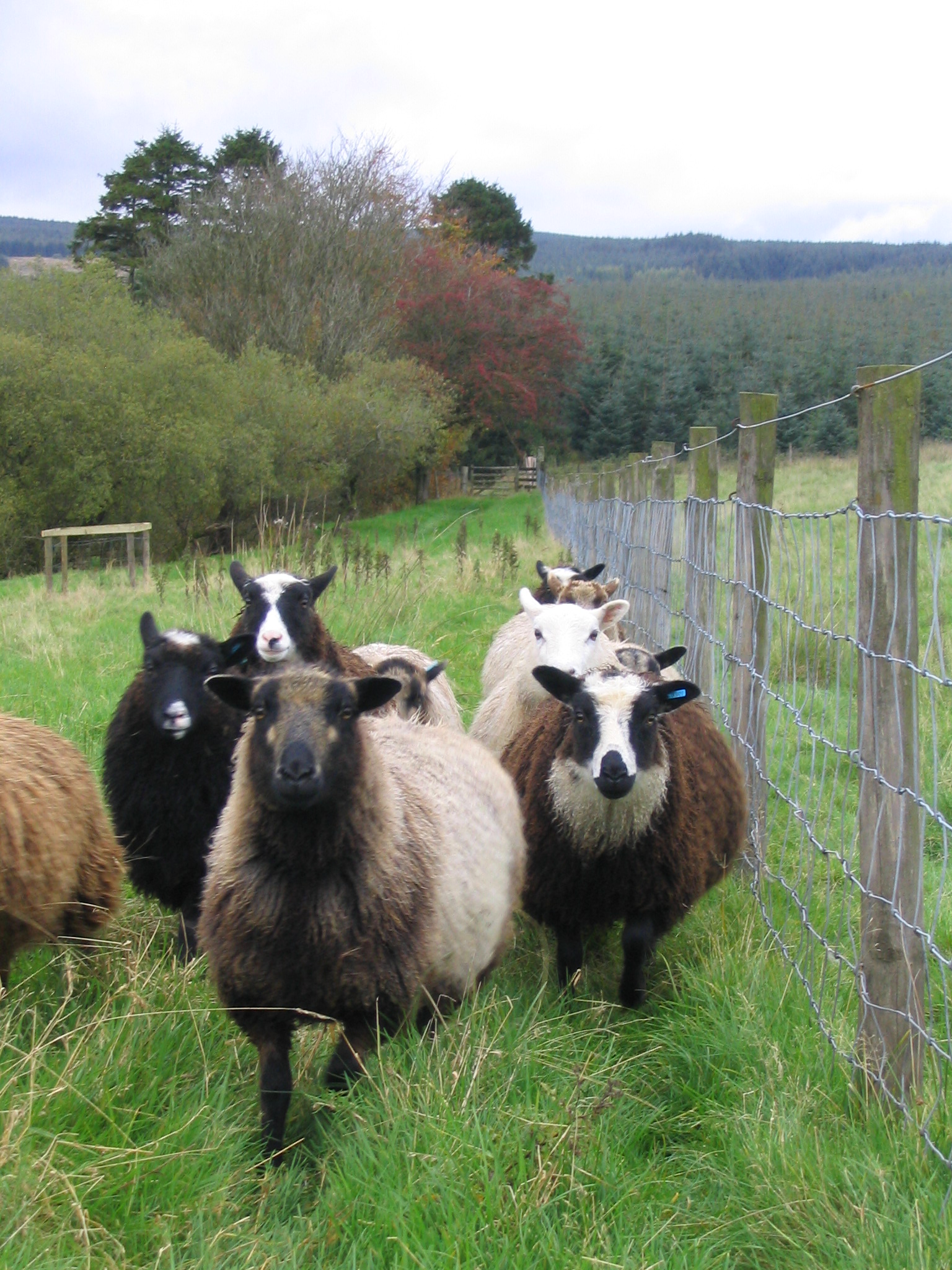
Les toisons des moutons Shetland présentent une très grande gamme de couleurs ; la plupart porte des noms traditionnels que leur donnent les éleveurs.

Le mouton Shetland est l'une des races britanniques les moins nombreuses. Les brebis sont généralement sans cornes alors que les béliers en comportent habituellement, bien qu'il apparaisse parfois des brebis cornues et des béliers sans cornes. La race est réputée pour sa laine douce et très fine, ainsi que pour la grande  qualité de sa viande, même si sa petite taille limite sa commercialisation sur le marché de la viande. Il existe des spécimens au corps de petite taille, sans laine sur le visage, le museau ni les jambes, et possédant de petites oreilles dressées. Les jambes sont de longueur moyenne, à l'ossature fine. Un trait distinctif des moutons à queue courte du nord-est est leur courte queue en forme d'ancre, large à la base, et se terminant en pointe couverte de poils, non de laine.
Les moutons Shetland offrent un grand nombre de couleurs et de motifs de toison différents, dont la plupart porte des noms traditionnels. Les béliers pèsent entre 41 et 57 kg, et les brebis entre 34 et 45 kg.

### Laine et AOP
La laine produite par les moutons Shetland, dont les toisons pèsent en général entre 0,9 et 1,8 kg, est une ressource historiquement précieuse de ces îles d'Écosse. Les moutons produisent plusieurs nuances de couleurs de laine (voir ci-dessous), et cette variété est commercialement très importante pour l'industrie de la laine dans les îles, où la laine naturelle est souvent utilisée non teinte. Le Tweed peut également être produit à partir de la laine la plus grossière des Shetland, mais ces îles sont plus connues pour leurs tricots multicolores (selon un motif jacquard nommé « Fair Isle ») et pour leurs châles de dentelle traditionnels, si fins qu'on peut les passer dans une alliance.

#### AOP
En novembre 2011, la laine de moutons Shetland produite aux Shetland obtient l'Appellation d'origine protégée (AOP) sous le nom de « Native Shetland Wool ». Il s'agit du premier produit non-alimentaire à recevoir ce statut au Royaume-Uni.

#### Couleurs et motifs de la robe
Les Shetland peuvent présenter à peu près toutes les couleurs et motifs de robe de moutons possibles, même si le blanc uni, le moorit (brun rougeâtre) uni et le noir restent les couleurs les plus courantes. La plupart de ces couleurs et motifs ont reçu des noms en dialecte scots shetlandic — issu de la langue scandinave norne anciennement parlée aux Shetland ; des noms similaires sont d'ailleurs employés dans au moins une autre langue scandinave : l'Islandais.
Onze couleurs principales sont reconnues par l'association de conservation de la race (la plupart incluant de nombreuses nuances) : gris clair, gris, blanc, emsket (gris-bleu foncé), musket (brun-gris clair), shaela (gris d'acier foncé), noir, fauve, moorit (brun rougeâtre), mioget (brun-jaunâtre couleur miel), et brun foncé.
Trente motifs et marquages de toisons différents sont reconnus, dont beaucoup peuvent apparaître en combinaison. Ils comprennent les variétés  katmoget  (« museau de blaireau » : ventre foncé et ombres foncées autour du nez et des yeux, plus clair ailleurs), gulmoget (« mouflon », l'inverse de katmoget : ventre clair, tête foncée avec marques claires autour des yeux, foncé ailleurs), yuglet (généralement clair avec des taches de « panda » foncées autour des yeux), bleset (foncé avec des taches blanches sur le bas du visage), smirslet (marques blanches autour du museau), sokket (avec des chaussettes blanches sur les pattes), bersugget (avec des taches irrégulières de couleurs différentes) et bielset (avec un col d'une couleur différente),.

### Agnelage
Comme les autres races naturelles ou « primitives », les brebis Shetland sont très saisonnières, fertiles d'octobre à novembre (dans l'hémisphère nord) et agnelant au printemps ou en été. Sur les prairies pauvres des îles originelles de la race, le taux de fertilité (ou prolificité) est d'environ 130 %. Cependant, lorsque les brebis ont de meilleurs pâturages, les naissances gémellaires d'agneaux sont plus fréquentes, surtout pour des brebis matures. Les brebis Shetland sont robustes, aisées d'agnelage, bonnes mères et produisant suffisamment de lait. Les agneaux sains naissent avec un poids compris entre 2 et 3 kg.